# ناتالي باي
ناتالي باي (بالفرنسية: Nathalie Baye)‏ هي ممثلة فرنسية، ولدت في 6 يوليو 1948 في فرنسا. من الجوائز التي نالتها جائزة سيزار لأفضل ممثلة مساعدة سنة 1981 وجائزة سيزار لأفضل ممثلة مساعدة سنة 1982 وجائزة سيزار لأفضل ممثلة سنة 1983 وجائزة سيزار لأفضل ممثلة سنة 2006 وجائزة سيزار ومهرجان البندقية السينمائي سنة 1999 ووسام جوقة الشرف.

## أعمال

### أفلام
- (1973) ليلة أمريكية
- (1980) إنقذ ما تستطيع، الحياة
- (2002) أمسكني لو استطعت[8]
- (2005) الملازم الشاب[9]
- (2006) الولد المشاكس[10]
- (2006) لا تخبر أحدا

## جوائز وترشيحات
جوائز
- جائزة سيزار لأفضل ممثلة مساعدة (1981)
- جائزة سيزار لأفضل ممثلة مساعدة (1982)
- جائزة سيزار لأفضل ممثلة مساعدة، عن عمل: إنقذ ما تستطيع، الحياة (1981)
- جائزة سيزار لأفضل ممثلة مساعدة، عن عمل: إنقذ ما تستطيع، الحياة (1982)
- جائزة سيزار لأفضل ممثلة (1983)
- جائزة سيزار لأفضل ممثلة (2006)
- جائزة سيزار لأفضل ممثلة، عن عمل: الملازم الشاب (1983)
- جائزة سيزار لأفضل ممثلة، عن عمل: الملازم الشاب (2006)
- جائزة سيزار
- مهرجان البندقية السينمائي (1999)

ترشيحات
- جائزة الفيلم الأوروبي لأفضل ممثلة (1999)
- جائزة الفيلم الأوروبي لأفضل ممثلة (2006)
- جائزة الفيلم الأوروبي لأفضل ممثلة، عن عمل: الملازم الشاب (1999)
- جائزة الفيلم الأوروبي لأفضل ممثلة، عن عمل: الملازم الشاب (2006)
- جائزة سيزار لأفضل ممثلة (1981)
- جائزة سيزار لأفضل ممثلة (1984)
- جائزة سيزار لأفضل ممثلة (1991)
- جائزة سيزار لأفضل ممثلة (2000)
- جائزة سيزار لأفضل ممثلة (2004)
- جائزة سيزار لأفضل ممثلة، عن عمل: الملازم الشاب (1981)
- جائزة سيزار لأفضل ممثلة، عن عمل: الملازم الشاب (1984)
- جائزة سيزار لأفضل ممثلة، عن عمل: الملازم الشاب (1991)
- جائزة سيزار لأفضل ممثلة، عن عمل: الملازم الشاب (2000)
- جائزة سيزار لأفضل ممثلة، عن عمل: الملازم الشاب (2004)

## وصلات خارجية
- ناتالي باي على موقع IMDb (الإنجليزية)
- ناتالي باي على موقع ميتاكريتيك (الإنجليزية)
- ناتالي باي على موقع روتن توميتوز (الإنجليزية)
- ناتالي باي على موقع مونزينجر (الألمانية)
- ناتالي باي على موقع قاعدة بيانات الأفلام العربية
- ناتالي باي على موقع ألو سيني (الفرنسية)
- ناتالي باي على موقع ميوزك برينز (الإنجليزية)
- ناتالي باي على موقع أول موفي (الإنجليزية)
- ناتالي باي على موقع قاعدة بيانات الأفلام السويدية (السويدية)
- ناتالي باي على موقع إن إن دي بي (الإنجليزية)